# 埃德曼斯托夫

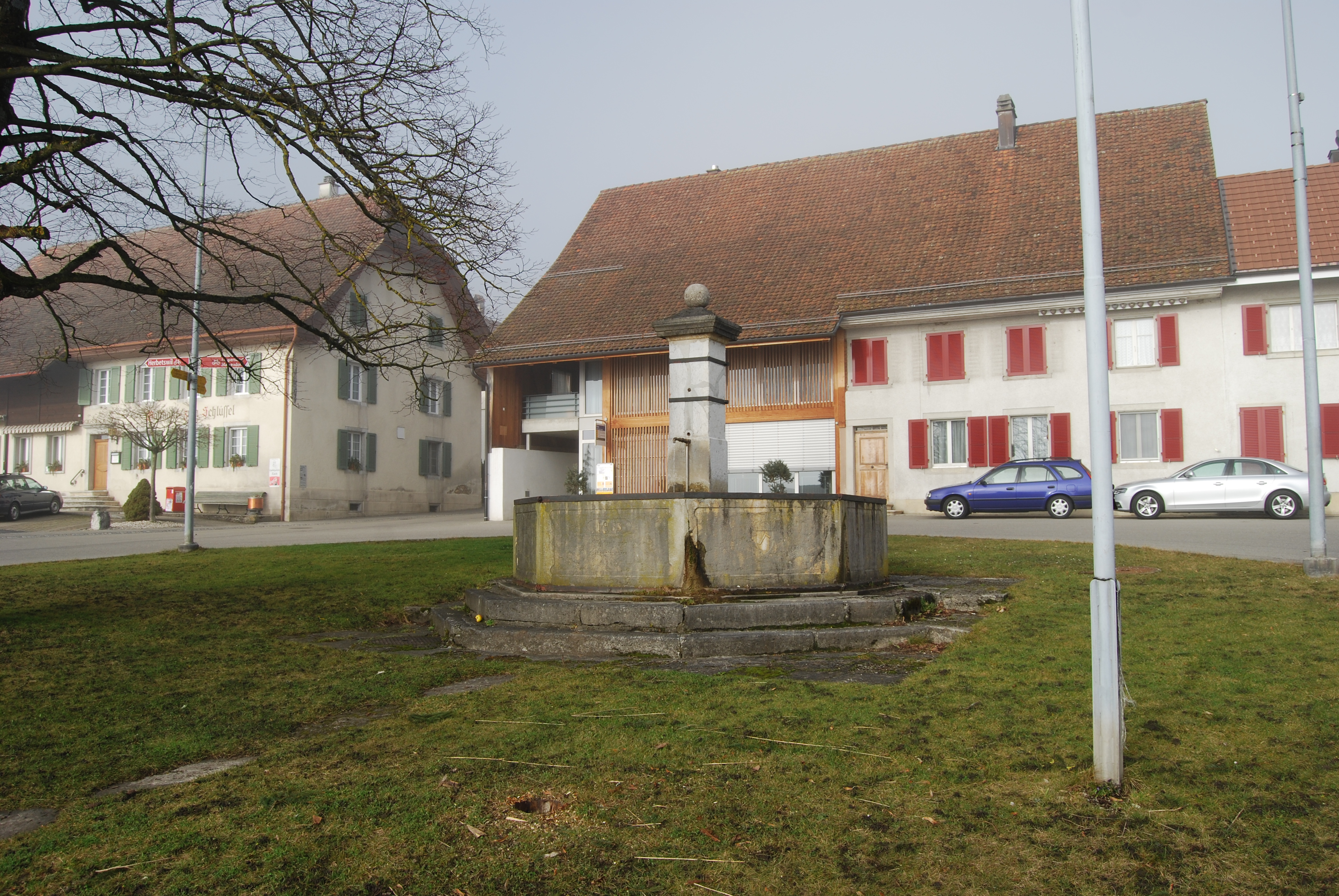

埃德曼斯托夫是瑞士的城鎮，位於該國北部，由索洛圖恩州負責管轄，面積12.88平方公里，海拔高度531米，2012年人口555，七成人口信奉羅馬天主教，人口密度每平方公里43人。

## 外部連結
- Official website （页面存档备份，存于） （德文）